# Creampie

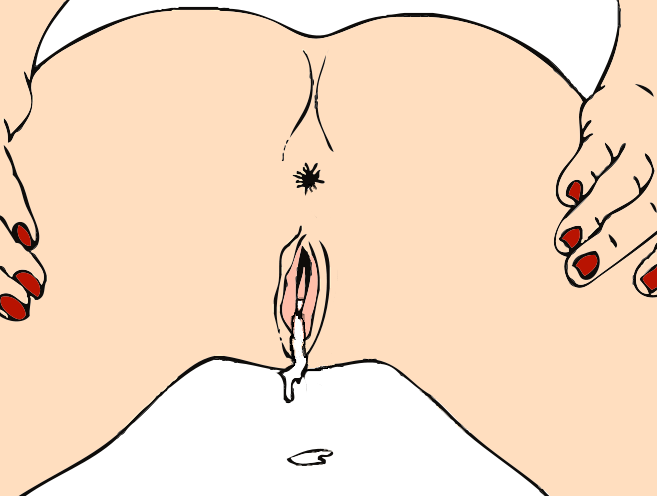
Creampie.

Creampie es un término inglés usado en pornografía para describir una práctica sexual consistente en la eyaculación en el interior de la vagina o el ano para luego retirar el pene y observar cómo el semen es expulsado.
Con el creampie vaginal hay altas probabilidades de que la mujer quede embarazada si ninguno de los dos -el hombre o la mujer- utiliza un anticonceptivo. En cualquiera de las modalidades, también hay altas probabilidades de contagio de una enfermedad de transmisión sexual, si alguno de los involucrados está infectado.